# کنگه‌اده
کنگه‌اده (روسی: Кэнгээдэ) یک رودخانه در استان یاقوتستان کشور روسیه است.